# Szlomo ben Icchak

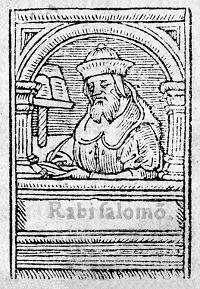
Szlomo Icchaki

Szlomo ben Icchak (hebr. שלמה יצחקי), częściej znany pod akronimem Raszi (רשי) od Rabi Szlomo Icchaki (ur. 1040 w Troyes we Francji, zm. 1105 tamże) – Żyd aszkenazyjski, czołowy autorytet wśród komentatorów Biblii i Talmudu, kierownik jesziwy w Troyes we Francji, studiował także w akademiach w Wormacji i Moguncji.
Autor najważniejszych i cieszących się największym szacunkiem w judaizmie komentarzy do Tory, zamieszczanych we wszystkich żydowskich wydaniach Biblii. Uważa się je za natchnione. Mają charakter głównie lingwistyczny i odznaczają się prostotą. Nie zawierają natomiast wykładni mistycznych ani moralizatorskich. Jego komentarze były pierwszą książką hebrajską wydaną drukiem (1475). Miał trzy córki, które wyszły za mąż za studentów Rasziego i również znanych komentatorów. Mąż średniej córki Miriam, Juda ben Natan dokończył komentarz do Talmudu Makot, przerwanego przez śmierć Rasziego. Miejsce pochowania rabbi Rasziego nie jest znane.